# علاج حراري
العلاج الحراري ( الحمى الاصطناعية ) هو طريقة علاج عن طريق رفع درجة حرارة الجسم أو الحفاظ على ارتفاع درجة حرارة الجسم باستخدام الحمى. بشكل عام يتم الحفاظ على درجة حرارة الجسم عند 41 درجة مئوية (105 درجة فهرنهايت). تم علاج العديد من الأمراض بهذه الطريقة في النصف الأول من القرن العشرين. بشكل عام يتم ذلك عن طريق تعريض المريض للحمامات الساخنة أو الهواء الدافئ أو البطانيات (الكهربائية). وصلت هذه التقنية إلى ذروتها في التطور في أوائل القرن العشرين مع العلاج بالملاريا ، حيث سُمح لـ المتصورة النشيطة( العامل المسبب للملاريا) بإصابة المرضى المصابين بالفعل من أجل إنتاج حمى شديدة لأغراض علاجية. يكمن تطور هذا النهج في استخدام الأدوية الفعالة المضادة للملاريا للسيطرة على عدوى المتصورة النشيطة مع الحفاظ على الحمى التي تسببها على حساب حالات العدوى الأخرى المستمرة وغير القابلة للشفاء الموجودة في المريض، مثل المرحلة المتأخرة لالزهري. اشتهر استخدام هذا النوع من العلاج الحراري من قبل الطبيب النفسي يوليوس واجنر جوريج، الحائز على جائزة نوبل للطب عام 1927 لتفصيله لإجراءات علاج الزهري العصبي.

## يستخدم
أسلوب علاج فاغنر ياورغ 1917، والمعروف أيضا معالجة بالملاريا، والمشاركة إدخال المتصورة النشيطة الملاريا عن طريق الحقن في المرضى الذين يعانون من مراحل متقدمة من مرض الزهري. يمكن لعدوى الزهري المتقدمة أن تغزو الدماغ مسببة الزهري العصبي، مما يؤثر على الأداء والوظيفة العصبية، والذي يمكن أن يؤدي بدوره إلى الخزل العام (GPI)، وهو اضطراب عقلي منهك بشدة. يؤدي القيام بذلك إلى درجة عالية (103 درجة فهرنهايت، 39.4 ° C أو أعلى) الحمى التي كان مستدامة بسهولة للقضاء على البكتيريا الغازية الملتوية اللولبية الشاحبة، الممرض المسؤول عن عدوى الزهري. كانت الجولات المتتالية من العلاج مطلوبة لاستئصال البكتيريا المعدية تمامًا مع استخدام الكينين في نفس الوقت لعلاج عدوى الملاريا. كانت إدارة الحمى محفوفة بالمخاطر لأن حمى الملاريا يمكن أن تسبب الوفاة في بعض الأحيان، لكن مرض الزهري كان مرضًا منتشرًا وهائلاً في ذلك الوقت دون أي علاج آخر قابل للتطبيق. تم استخدام هذا الإجراء لعلاج مرض الزهري حتى تم اكتشاف أن البنسلين هو إجراء أكثر أمانًا وفعالية في الأربعينيات.
تم التغلب بشكل فعال على الخزل العام الناجم عن الزهري العصبي.
كما تم استخدام العلاج الحراري في الطب النفسي.

## الفعالية
في عام 1921 أبلغ فاغنر جوريج عن نجاح مثير للإعجاب، وقدم العديد من الأطباء الآخرين الذين حاولوا العلاج الحراري الناجم عن الملاريا ادعاءات مماثلة. أظهرت التحليلات اللاحقة أن هذا قد لا يكون صحيحًا لأن ما يقرب من 60% سينكسون في غضون عامين ومات 3-20% من الحمى الناتجة. يجب أخذ اعتبار كبير هنا حيث كان الزهري يعتبر مميتًا وبدون خيارات العلاج الأخرى كان العلاج الحراري أقل الشرين. 